# K 127
K 127 Komposition Nr. 127 (en valencià: Composició nº127) és un oli sobre llenç realitzat el 1941 pel pintor neoplasticista alemany Fiedrich Vordemberge-Gildewart. La pintura explica el concepte que l'artista comprenia com “art absolut”, on entendre l'activitat artística no comporta una intenció de representació, i on cada obra presentava una possibilitat d'explorar les relacions d'equilibri (espacial i perceptiu) entre les figures geomètriques a través de les seues característiques (color, la forma i mida).
Aquesta obra de 80 x 60 cm pertany al conjunt d'obres que l'artista realitzà a l'inici dels anys 40 i en què reconeix el quadrat com a element principal de la composició. En el cas de K 127, els quadrats giren, es projecten, es descomponen en formes menors, es complexitzen i varien cromàticament per l'espai pictòric. La subtil i curta línia morada que hi ha sota dels dos quadrats intensifica la seva intersecció actuant com el contrapunt que estabilitza la composició.
L'obra pertanyia a la col·lecció del Dr. M. Huber, a Sissach, Suïssa, i es troba actualment al museu de l'IVAM, a València.